# Нидерланды на летних Олимпийских играх 1912
Нидерланды принимали участие в Летних Олимпийских играх 1912 года в Стокгольме (Швеция) в третий раз за свою историю, и завоевали три бронзовые медали.

## Медалисты
| Медаль | Спортсмен                                                                                            | Вид спорта | Дисциплина                           |
| ------ | --- | ---------- | ------------------------------------ |
| Бронза | Адрианус де Йонг Виллем ван Блейенбюрг Йетзе Дорман Леонардус Нардус Георге ван Россем               | Фехтование | Мужчины, шпага, командное первенство |
| Бронза | Адрианус де Йонг Виллем ван Блейенбюрг Йетзе Дорман Георге ван Россем Дирк Скалонгне Хендрик де Ионг | Фехтование | Мужчины, сабля, командное первенство |
| Бронза | Команда                                                                                              | Футбол     | Мужчины                              |